# Bigourdan-Fjord
Der Bigourdan-Fjord (französisch Fiord Bigourdan, in Argentinien Fiordo Bigourdan, in Chile Seno Bigourdan) ist ein Fjord mit ostwestlicher Ausrichtung, der zwischen der Pourquoi-Pas-Insel und dem südwestlichen Abschnitt der Arrowsmith-Halbinsel an der Loubet-Küste des Grahamlands auf der Antarktischen Halbinsel liegt.
Entdeckt wurde er von Teilnehmern der Fünften Französischen Antarktisexpedition (1908–1910) unter der Leitung Jean-Baptiste Charcots, der ihn nach dem französischen Astronomen Guillaume Bigourdan (1851–1932) benannte. Eine grobe Kartierung erfolgte bei der British Graham Land Expedition (1934–1937) unter der Leitung des australischen Polarforschers John Rymill, dem sich eine genauere Vermessung durch den Falkland Islands Dependencies Survey (1948–1950) anschloss.